# 짐 길리엄
제임스 윌리엄 "주니어" 길리엄(영어: James William "Junior" Gilliam, 1928년 10월 17일~1978년 10월 8일)은 미국의 프로 야구 선수이자 코치로, 선수 시절 포지션은 2루수, 3루수였다. 니그로 리그와 메이저 리그 베이스볼(MLB)에서 뛰었으며, 메이저 리그 커리어 전체를 브루클린/로스앤젤레스 다저스에서 보냈다. 1953년 내셔널 리그 올해의 신인상을 수상했으며, 1950년대 다저스의 리드오프 타자로 자리매김했다. 100득점 이상 기록한 시즌이 네 차례였고, 1953년에는 3루타 부문 내셔널 리그 1위, 1959년에는 볼넷 부문 내셔널 리그 1위에 이름을 올렸다. 선수로서 은퇴한 뒤에는 아프리카계 미국인으로는 최초로 메이저 리그에서 코치를 역임한 인물 중 한 명이 되었다.